# 程国清
程国清（1964年1月—），男，汉族，安徽桐城人，1988年10月加入中国共产党，中华人民共和国政治人物。

## 生平
1981年7月参加工作。历任安庆市工商局科员，安庆市计委科员（其间于1983年11月至1986年7月在安徽大学函授中文系专科班学习），池州行署计经委能源科副科长、科长，池州行署计经委副主任（其间于1997年6月自考安徽师范大学汉语言专业本科毕业）等職。
2014年10月，任池州经济技术开发区管委会主任（副市级）。2021年1月，当选池州市人大常委会副主任。2025年4月，不再担任池州市人大常委会副主任、池州市人大财政经济委员会主任委员职务。